# Ain Traz
Ain Traz ist ein ehemaliges Priesterseminar der Melkitisch Griechisch-Katholischen Kirche, südöstlich von Beirut, Libanon.
Das Anwesen war zunächst Wohnsitz der Familie El Saad. Patriarch Agapios II. Matar (1796–1812) gründete 1811 das Priesterseminar Ain Traz. Die Drusen plünderten 1841 das Anwesen, 1870 erfolgte die Wiedereröffnung durch Patriarch Grégoire II. Youssef-Sayour. Mit Eröffnung des Priesterseminars St. Anna in Jerusalem wurde das Seminar in Ain Traz nur noch für offizielle kirchliche Akte genutzt.
Neben einem Kloster ist das Anwesen Sommersitz des Kirchenoberhauptes der melkitischen Patriarchen von Antiochien, seit 2001 von Seiner Seligkeit Gregorios III. Laham. Seit 1948 ist es Sitz der Melkitischen Patriarchalsynode.